# Linus Sebastian
Linus Gabriel Sebastian (20 agosto 1986) è un imprenditore e youtuber canadese, fondatore di Linus Media Group del quale ha ricoperto la carica di Amministratore (CEO) dal 2013 al 2023.

## Carriera

### NCIX eLinus Tech Tips

Il logo di Linus Tech Tips a partire dal 2018

Sebastian lavorava come product manager per un vecchio brand di computer canadese NCIX. Gli è stato chiesto dalla società in questione di fare da presentatore per il loro canale tecnologico, creato per dimostrare i prodotti che vendevano. Sebastian è stato assistito da un cameraman e montatore, e ha lavorato con risorse limitate, girando video con una telecamera presa in prestito dal figlio del presidente dell'azienda. Il suo primo video era una dimostrazione di un dissipatore di calore per CPU Sunbeam.
A causa dei costi elevati e del basso numero di visualizzazioni durante i primi giorni di vita del canale, Sebastian è stato incaricato di creare il canale Linus Tech Tips come una derivazione più economica del canale del brand NCIX, per consentire valori di produzione inferiori senza influire sul marchio NCIX. Linus Tech Tips è stato creato il 24 novembre 2008.
Sebastian non ha sviluppato video a tempo pieno all'NCIX. Durante la sua permanenza nell'azienda, ha lavorato come rappresentante delle vendite a tempo pieno, progettista di sistemi di fascia alta, product manager e category manager. Alla fine ha lasciato NCIX a seguito di una controversia riguardante l'inventario dell'azienda, negoziando un accordo in cui poteva mantenere il canale purché avesse firmato una clausola di non concorrenza.

### Linus Media Group
Sebastian ha fondato Linus Media Group (LMG) nel gennaio 2013 partendo da un garage. Luke Lafreniere, Edzel Yago e Brandon Lee furono i suoi primi dipendenti. Il gruppo ha portato avanti il canale Linus Tech Tips come un'impresa indipendente. Tra il 2017 e il 2019 LMG ha ospitato un evento annuale noto come LTX Expo, una "convenzione per content creator e personaggi incentrati sulla tecnologia".

## Vita privata
Sebastian è sposato con Yvonne Ho dal 20 maggio 2011. Hanno tre figli: due bambine e un maschietto.
Nel 2014, durante un'intervista con la startup tecnologica "Tech.co", Sebastian ha affermato che i suoi YouTuber preferiti erano: TotalBiscuit, Marques Brownlee e Austin Evans.
Sebastian ha anche fatto parte del gruppo di YouTuber che, a Febbraio 2014, hanno contribuito a raccogliere fondi e supporto per aiutare Austin Evans, che aveva perso tutto (averi e casa) in un incendio qualche mese prima.
Durante una delle sue dirette streaming, a Gennaio 2020, Sebastian ha esordito raccontando gli attimi che hanno segnato indelebilmente la sua vita privata e lavorativa, affermando di volersi ritirare dalla carriera di YouTuber. Ad oggi, 2024, Sebastian continua comunque a creare video e contenuti nei suoi canali YouTube.
Il 24 marzo 2023, lo YouTuber Linus Sebastian ha dichiarato sul canale Linus Tech Tips della piattaforma YouTube di aver subito un attacco MFA fatigue